# NOEL ノエル
『NOEL ノエル』（Noel）は、2004年のアメリカ映画。俳優チャズ・パルミンテリの映画監督デビュー作であり、クリスマスを舞台としたアンサンブル劇。

## ストーリー
クリスマス・イヴのニューヨーク。出版社で働くバツイチのローズは、仕事と重病の母親の看病に明け暮れ、自分の幸せを諦めかけていた。
結婚を目前に控えたニーナと警官のマイク。幸せいっぱいの２人のはずが、マイクの度を越した嫉妬がニーナを追い詰めてしまう。
カフェで働く老人アーティは、偶然店に入ってきたマイクに対して不審な振る舞いをする――。
幸せから取り残されてしまった彼らに、この夜、小さな奇跡が舞い降りる…。

## キャスト
- ローズ：スーザン・サランドン（弥永和子）
- ニーナ：ペネロペ・クルス（朴璐美）
- マイク：ポール・ウォーカー（咲野俊介）
- アーティ：アラン・アーキン（西村知道）
- ジュールズ：マーカス・トーマス
- アリゾナ：チャズ・パルミンテリ
- チャールズ：ロビン・ウィリアムズ（クレジットなし）（牛山茂）
- マシュー：ジョン・ドーマン（星野充昭）
- バートン：デヴィッド・ジュリアン・ハーシュ
- マルコ：ダニエル・サンジャタ
- デニス：ソニー・マリネリ
- ランディ：ビリー・ポーター